# Liste du patrimoine immobilier classé de Grâce-Hollogne
Cette page regroupe l'ensemble du patrimoine immobilier classé de la ville belge de Grâce-Hollogne.
| Objet | Année de construction / Architecte | Adresse | Section communale    | Coordonnées                      | Numéro d’inventaire | Illustration                                  |
| --- | ---------------------------------- | ------- | -------------------- | -------------------------------- | ------------------- | --------------------------------------------- |
| Borne dite Perron, sise sur l'accotement de la route provinciale Liège-Hannut, partie dénommée rue Joseph Wauters à Bierset                                                                                              |                                    |         | Bierset              | 50° 39′ 14″ nord, 5° 26′ 25″ est | 62118-CLT-0001-01   | Image manquanteTéléverser                     |
| Tour de l'ancien château de Bierset à Grace-Hologne, ainsi que le mur d'enceinte sur une longueur de 4 mètres au départ de la tour (M) et l'ensemble formé par la tour de Bierset, le mur d'enceinte et leurs abords (S) |                                    |         | Bierset              | 50° 39′ 22″ nord, 5° 27′ 11″ est | 62118-CLT-0002-01   | Image manquanteTéléverser                     |
| L'église Saint-Pierre, à Hollogne-aux-Pierres |                                    |         | Hollogne-aux-Pierres | 50° 38′ 18″ nord, 5° 28′ 26″ est | 62118-CLT-0004-01   | L'église Saint-Pierre, à Hollogne-aux-Pierres |
| Chapelle romane et la ferme sises près du château de Lexhy (M) et établissement d'une zone de protection (ZP) |                                    |         | Hozémont             | 50° 37′ 56″ nord, 5° 23′ 49″ est | 62118-CLT-0006-01   | Image manquanteTéléverser                     |
| Tour de l'église Saint-André de Velroux |                                    |         | Velroux              | 50° 38′ 39″ nord, 5° 25′ 30″ est | 62118-CLT-0007-01   | Tour de l'église Saint-André de Velroux       |